# Journal of Dermatological Science
Das Journal of Dermatological Science, abgekürzt J. Dermatol. Sci., ist eine wissenschaftliche Fachzeitschrift, die vom Elsevier-Verlag veröffentlicht wird. Die Zeitschrift ist das offizielle Publikationsorgan der Japanese Society for Investigative Dermatology. Sie erscheint mit zwölf Ausgaben im Jahr und veröffentlicht Arbeiten aus dem Bereich der Dermatologie.
Der Impact Factor lag im Jahr 2014 bei 3,419. Nach der Statistik des ISI Web of Knowledge wird das Journal mit diesem Impact Factor in der Kategorie Dermatologie an zehnter Stelle von 63 Zeitschriften geführt.